# Serafim (Glušakov)
Serafim (světským jménem: Fjodor Michajlovič Glušakov; 19. března 1969, Karaganda – 9. června 2020, Samara) byl kazachstánský pravoslavný duchovní Ruské pravoslavné církve a biskup anadyrský a čukotský.

## Život
Narodil se 19. března 1969 v Karagandě v rodině která byla deportována do Kazachstánu v 30. letech 20. století.
Po ukončení střední školy roku 1986 nastoupil na Moskevský duchovní seminář a po ukončení studií se stal poslušníkem v Pskovo-Pečerském monastýru.
Dne 16. února 1992 byl arcibiskupem uljanovským a melekesským Proklem (Chazovem) rukopoložen na diákona.
Dne 5. července 1992 byl arcibiskupem samarskym a syzranským Jevsevijem (Savvinem) rukopoložen na jereje a ustanoven představeným Voskresenského soboru v Samaře.
Roku 1992 dokončil studium na Kujbyševském státním pedagogickém institutu (dnes Samarská státní sociálně-pedagogická univerzita).
Dne 23. června 1998 byl postřižen na monacha a přijal mnišské jméno Serafim. Na Velikonoce 2000 byl povýšen na igumena.
Roku 2002 dokončil studium na Moskevské duchovní akademii s titulem kandidáta bohosloví.
V eparchií vedl komisi pro vnější vztahy a komisí pro záležitosti monastýrů.
Dne 6. října 2003 byl Svatým synodem Voskresenský sobor převeden k Voskresenském monastýru a otec Serafim byl ustanoven představeným tohoto monastýru.
Roku 2004 dokončil studium na právnické fakultě Povolžské akademii státní správy P. A. Stolypina. Přednášel v Samarském duchovním semináři a na Samarské státní ekonomické univerzitě.
Na Velikonoce 2010 byl povýšen na archimandritu.
Dne 22. března 2011 byl Svatým synodem zvolen biskupem voskresenským a vikarijním biskupem moskevské eparchie.
Dne 21. května 2011 byl v chrámu Novomučedníků a vyznavačů ruských v Butově oficiálně jmenován biskupem a o den později v Preobraženském soboru Nikolo-Ugrešském monastýru proběhla jeho biskupská chirotonie. Světiteli byli patriarcha moskevský Kirill, metropolita krutický a kolomenský Juvenalij (Pojarkov), arcibiskup simbirský a melekesský Prokl (Chazov), arcibiskup samarský a syzranský Sergij (Poletkin), arcibiskup istrinský Arsenij (Jepifanov), arcibiskup rjazaňský a kasimovský Pavel (Ponomarjov), arcibiskup verejský Jevgenij (Rešetnikov), arcibiskup sergijevoposadský Feognost (Guzikov), biskup penzenský a kuzněcký Veniamin (Zaryckyj), biskup solněčnogorský Sergij (Čašin), biskup elistenský a kalmycký Zynovij (Korzynkin) a biskup zvenigorodský Nikolaj (Čašin).
Dne 30. května 2011 byl Svatým synodem ustanoven biskupem anadyrským a čukotským.
Dne 27. července 2011 byl Svatým synodem osvobozen z funkce představeného Voskresenského monastýru.
Dne 24. prosince 2015 byl Svatým synodem penzionován a jako místo jeho pobytu bylo určeno město Samara.
Zemřel 9. června 2020 v Samaře. Pohřební obřad proběhl 11. června ve Voskresenském monastýru. Obřad vedl metropolita samarský a novokujbyševský Sergij (Poletkin).